# Pristimantinae
Pristimantinae is een onderfamilie van kikkers uit de familie Strabomantidae. 
Er zijn ongeveer 667 verschillende soorten die op basis van hun kenmerken verdeeld worden in zes geslachten, sommige soorten zijn pas recentelijk bekend zoals de pas in 2022 beschreven soort Pristimantis blasi. Het geslacht Pristimantis is het soortenrijkst en telt bijna 589 soorten.
Alle soorten komen voor in delen van Zuid-Amerika en leven in de landen Bolivia, Brazilië, Colombia, Ecuador en Peru.

## Taxonomie
Onderfamilie Pristimantinae
- Geslacht Lynchius Hedges, Duellman & Heinicke, 2008
- Geslacht Oreobates Jiménez de la Espada, 1872
- Geslacht Phrynopus Peters, 1873
- Geslacht Pristimantis Jiménez de la Espada, 1870
- Geslacht Tachiramantis Heinicke, Barrio-Amorós & Hedges, 2015
- Geslacht Yunganastes Padial, Castroviejo-Fisher, Köhler, Domic & De la Riva, 2007